# ウエストジェット航空
ウエストジェット航空（ウエストジェットこうくう、英：WestJet Airlines Ltd.、TSX：WJA）は、カナダ・アルバータ州のカルガリーに本部を置くカナダ第2位の大手航空会社。

## 概要
カナダを代表する大手航空会社の一つで、国内の主要都市ほとんどに就航しており、国際線はアメリカ合衆国、メキシコ、カリブ海諸国、中米、ヨーロッパ諸国、アジアに運航している。グループ会社としてリージョナル路線を運航するウェストジェット・アンコール、ウェストジェット・リンク、そして傘下の格安航空会社（LCC）のSwoop（スウープ）がある。

## 歴史

旧ロゴ

- サウスウエスト航空やモリス・エア（英語版）のような格安航空会社を目指し、クリーブ・ベドー（英語版）、マーク・ヒル（英語版）、ティム・モーガン（英語版）、ドナルド・ベルによって設立される。
- 1996年2月29日に、ボーイング737-200を使用して運航を開始した。3機のボーイング737-200、220人の従業員を保有し、カルガリー国際空港をハブとして、バンクーバーやケロウナ、エドモントン、ウィニペグに就航を開始した。同年末にはレジャイナやサスカトゥーン、ビクトリアへも就航した。1997年にはアボッツフォードにも新規就航し、搭乗旅客数は100万人を突破した。
- 同年、立ち上げに参画したベドーら4人はカナダ航空業界への貢献度から「"Ernst & Young entrepreneur of the year award in Canada"」を受賞した。
- 2002年の後半、エア・カナダの機密情報へ不正にアクセスしているとして、産業スパイとして告訴された。2006年5月29日、この事実を認め、不正アクセスによる和解金500万カナダドルをエア・カナダに払い、かつエア・カナダとウェストジェットの名で1,000万カナダドルを様々な児童基金に寄付することで合意した。
- 2004年4月、東部のハブ空港をハミルトン国際空港からトロント・ピアソン国際空港へと変更した。これにより、ドル箱路線のトロント、オタワ、モントリオール間の路線を強化した。また、アメリカ線への就航を開始し、サンフランシスコ、ロサンゼルス、フェニックス、タンパ、フォートローダーデール、オーランド、ニューヨーク（LGA）に就航した。
- 2006年、バハマのナッソーへ就航した事で、カナダとアメリカ国外へ飛ぶ国際線を初就航した。
- 2013年6月24日、第二ブランドとしてウエストジェット・アンコール（英語版）を立ち上げた。ボンバルディアQ400を用いたリージョナル路線に就航する。
- 2014年6月15日、トロントからアイルランドのダブリンに就航し、大西洋横断路線へ進出した[1]。
- さらに、同社初のワイドボディ機材となる[2]ボーイング767-300ERを4機導入することを発表[3]。カンタス航空の中古機をボーイング社にてウィングレットを装着のうえで、2015年8月に受領[4]、同年10月22日から運航を開始した[5]。なお同型機から、メイプルリーフを描いた新しいロゴマークが導入されている。
- 2017年5月、ボーイングとボーイング787-9の最終購入契約を締結し、2019年から10機導入のほか、2020年以降オプションで10機追加可能な契約でエンジンはGEエンジンを搭載予定で、大西洋路線を充実させ、アジア、南米方面への新規就航の可能性を検討することを発表し[6]、同型機導入でLCCの形態からの脱却を目論んでいる[7]。同年10月には契約済みボーイング737MAXシリーズ内で発注内容を組み替え、新規でMAX10型を合計12機発注した[8]。
- 2017年9月に傘下に超格安航空会社Swoop (航空会社)の設立を発表[9]。機材は中古のボーイング737-800を使用し、2018年6月20日から運航開始[10]、北米域内路線を運航している[11]。
- 2022年10月12日、日本の国土交通省より、外国人国際航空運送事業の経営許可を取得、日本航空運航便にコードシェアとして運航される[12]。
- 2022年12月5日、初のアジア路線として2023年4月30日よりカルガリー - 東京/成田線に就航することを発表、2023年5月1日より運航開始[13][14]。
- 2023年10月、傘下LCCのSwoopと合併した[15]。

## 保有機材

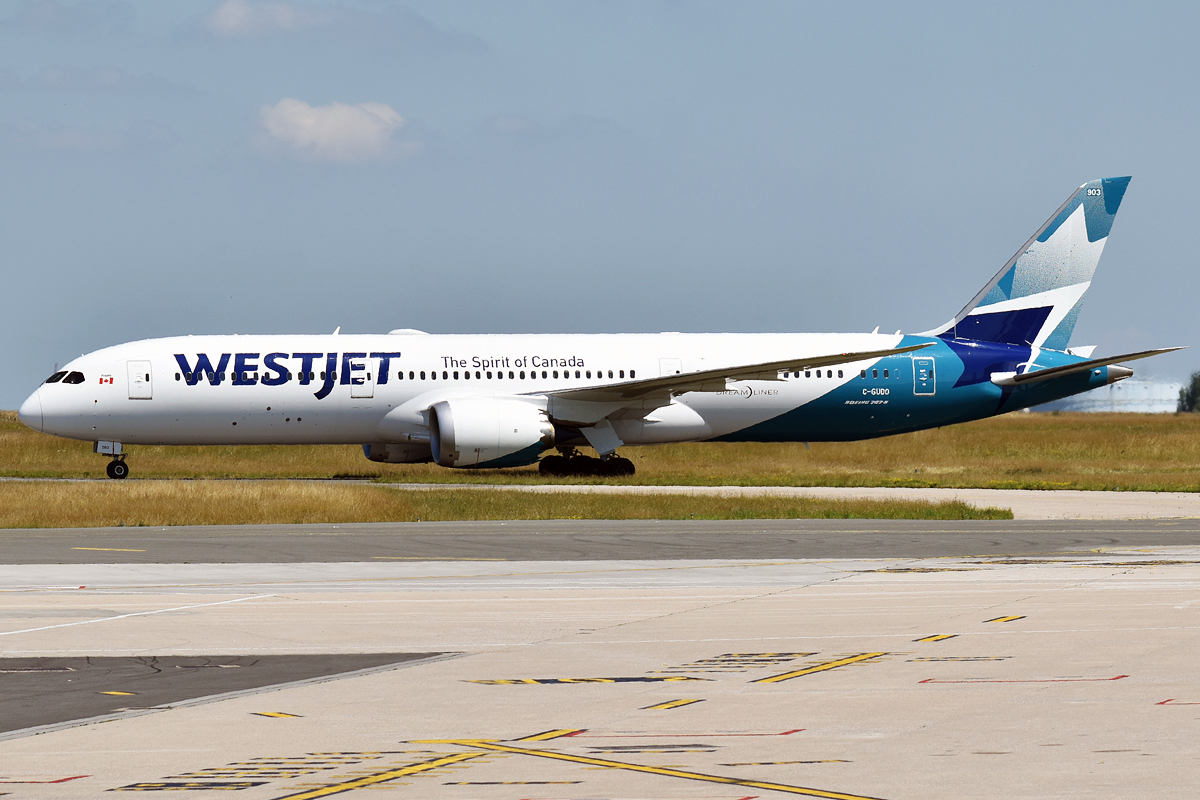
同社が発注したボーイング社製旅客機の顧客番号（カスタマーコード）はCTで、737-6CT、737-7CT、737-8CTと表記される。

### 運用機材
| 機種                      | 保有数 | 発注数 | 定員 | 定員 | 定員 | 定員 | 備考                                   |
| 機種                      | 保有数 | 発注数 | J    | W    | Y    | 計   | 備考                                   |
| ------------------------- | ------ | ------ | ---- | ---- | ---- | ---- | -------------------------------------- |
| ボーイング737-700         | 36     | -      | -    | 12   | 120  | 132  |                                        |
| ボーイング737-800         | 46     | -      | -    | 12   | 162  | 174  |                                        |
| ボーイング737-800         | 46     | -      | -    | -    | 189  | 189  |                                        |
| ボーイング737-7 MAX       | -      | 23     | 未定 | 未定 | 未定 | 未定 |                                        |
| ボーイング737-8 MAX       | 43     | 25     | -    | 12   | 162  | 174  |                                        |
| ボーイング737-8 MAX       | 43     | 25     | -    | -    | 189  | 189  |                                        |
| ボーイング737-10 MAX      | -      | 54     | -    | 12   | 200  | 212  | 22機のオプション付き                   |
| ボーイング787-9           | 7      | -      | 16   | 28   | 276  | 320  |                                        |
| ボンバルディア DHC-8-Q400 | 45     | -      | -    | -    | 78   | 78   | ウエストジェット・アンコールによる運航 |
| 貨物用機材                |        |        |      |      |      |      |                                        |
| ボーイング737-800         | 4      | -      | 貨物 | 貨物 | 貨物 | 貨物 |                                        |
| 計                        | 181    | 102    |      |      |      |      |                                        |

### 退役機材

ディズニーとタイアップした特別塗装機も運用されている

- ボーイング737-200
- ボーイング737-600
- ボーイング757-200
- ボーイング767-300ER
- サーブ 340

## 日本との関係

### 日本への運航路線
| 便名    | 路線       | 路線      | 機材            |
| ------- | ---------- | --------- | --------------- |
| WS80/81 | カルガリー | 東京/成田 | ボーイング787-9 |

### 日本との歴史
- 2011年12月15日より、カナダ国内路線において、日本航空とのコードシェア運航を開始[21]。
- 2022年10月12日、日本の国土交通省より、外国人国際航空運送事業の経営許可を取得、日本航空運航便にコードシェアとして運航される[12]。
- 初のアジア路線として、2023年5月1日よりカルガリー-東京/成田線に就航[13][14]。
- 2023年冬季は、東京/成田線の運航を休止した。
- 2024年4月3日より、東京/成田-カルガリー線の運航を再開[22]。2024年以降は通年で運航されている。

### 成田発着路線のコードシェア
成田空港に直行便を運航してることもあり、成田空港発着の日本航空便にコードシェアを実施している。主にアジア行きの便にコードシェアを実施している。日本路線を運航するライバル会社であるエアカナダが同じスターアライアンス加盟の全日本空輸と提携しているため、日本航空との提携を実施している。
| 運航会社 | 運行便名  | 自社便名    | 行先                    |
| -------- | --------- | ----------- | ----------------------- |
| 日本航空 | JL707/708 | WS5930/5931 | バンコク/スワンナプーム |
| 日本航空 | JL745/746 | WS5922/5923 | マニラ                  |
| 日本航空 | JL735/736 | WS5910/5911 | 香港                    |
| 日本航空 | JL711/712 | WS5932/5933 | シンガポール            |
| 日本航空 | JL751/752 | WS5936/5937 | ハノイ                  |
| 日本航空 | JL750/759 | WS5918/5919 | ホーチミン              |
| 日本航空 | JL723/724 | WS5927/5934 | クアラルンプール        |
| 日本航空 | JL17/18   | WS5901/5907 | バンクーバー            |

## 機内サービス
ボーイング787型機ではビジネスクラス、プレミアムエコノミークラス、エコノミークラスの3クラスが設定されている。ビジネスクラスはフルフラットシートに加え、機内食は乗客が好きなタイミングでリクエストすることが可能な「Anytime Dining」のサービスを行っている。そのほか、ボーイング737型機とボーイング787型機には、プレミアムエコノミークラスが設けられている。
2015年からは、機内で無料の映画やテレビ番組が視聴でき、有料無線インターネット接続も可能な『ウエストジェット・コネクト』の導入を開始した。
ボーイング787型機には全席液晶モニター（機内エンターテイメントシステム）が搭載されている。
機内誌は「WestJet Magazine」がある。(2015年1月に「UP!」から改題)　飛行時間が1時間15分を越える国内・アメリカ路線のエコノミークラスでは、ソフトドリンクやホットコーヒー等の飲料と、簡単なスナック菓子が無料で提供される。他の北米大手航空会社同様、北米内路線のエコノミークラスではアルコール飲物および軽食は原則として有料で提供している。

## 提携航空会社
2023年現在、以下の航空会社とコードシェア提携を結んでいる。
- アエロメヒコ航空
- エールフランス
- キャセイパシフィック航空
- チャイナエアライン[25]
- 中国東方航空
- 中国南方航空
- デルタ航空
- エミレーツ航空
- 海南航空
- 香港航空
- 日本航空[26]
- KLMオランダ航空
- 大韓航空
- ラタム航空
- フィリピン航空
- カンタス航空[27]
- ヴァージン・アトランティック航空
- 厦門航空